# Milan Michálek
Milan Michálek (ur. 7 grudnia 1984 w Jindřichowym Hradcu) – czeski hokeista, reprezentant Czech, dwukrotny olimpijczyk.
Jego starszy o dwa lata brat Zbyněk także został hokeistą.

## Kariera klubowa
- HC Czeskie Budziejowice (2000-2003)
- San Jose Sharks (2003)
- Cleveland Barons (2003-2004)
- San Jose Sharks (2004-2009)
- Ottawa Senators (2009-2016)
  -  HC Czeskie Budziejowice (2012)
- Toronto Maple Leafs (2016-2017)
- Toronto Marlies (2016-2017)
- HC Czeskie Budziejowice (2021-)

Wychowanek drużyny HC Czeskie Budziejowice. W 2002 roku dostał miano najlepszego debiutanta czeskiej Ekstraklasy. W tym samym roku występował w mistrzostwach świata juniorów do lat 18, gdzie razem z drużyną zdobył brązowy medal. 21 czerwca 2003 roku został wybrany numerem sześć w pierwszej rundzie draftu NHL. W swoim pierwszym sezonie gry rozegrał tylko dwa mecze i został przeniesiony do afiliacji Rekinów - Cleveland Barons. Pierwszego gola w NHL zdobył 9 października 2003 w dniu debiutu w meczu z Edmonton Oilers. Na stałe w składzie San Jose Sharks znalazł się w sezonie 2006/2007. Zdobył wtedy tytuł Najlepszego debiutanta roku San Jose Sharks - San Jose Sharks PlayStation Rookie of the Year award. Po tym sezonie Milan podpisał sześcioletni kontrakt z Sharks opiewający na 26 milionów dolarów. Jest to jak dotychczas najdłuższy i najbardziej lukratywny kontrakt w historii drużyny z San Jose. W 2009 roku po sześciu latach gry w San Jose w ramach wymiany przeniósł się do kanadyjskiej drużyny grającej w NHL - Ottawa Senators. Od końca października 2012 roku na okres lokautu w sezonie NHL (2012/2013) związany kontraktem z macierzystym klubem HC Czeskie Budziejowice. W lipcu 2014 przedłużył kontrakt z Senators o trzy lata. Od lutego 2016 zawodnik Toronto Maple Leafs.

## Kariera reprezentacyjna

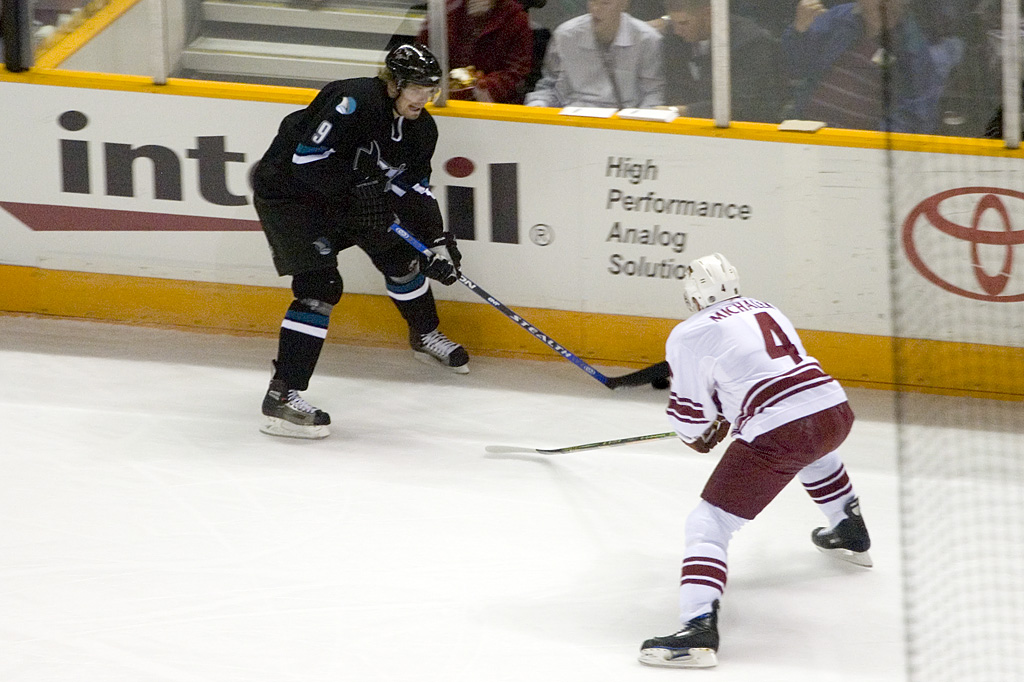
Bracia Milan (z lewej) i Zbyněk (z prawej) Michálek naprzeciw siebie w meczu NHL (2006)

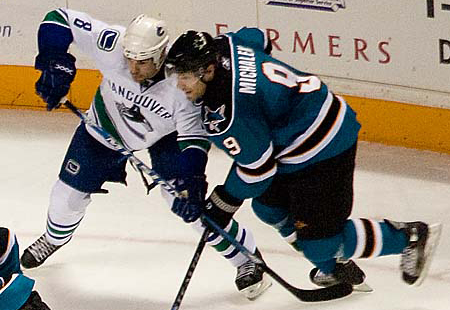
Milan Michálek z prawej (2007)

Zawodnik wielokrotnie uczestniczył w meczach międzynarodowych reprezentacji Czech w różnych kategoriach wiekowych. Największych sukcesem jak dotychczas tego zawodnika grając dla reprezentacji to brązowy medal mistrzostw świata juniorów do lat 18 w 2002 roku. Poza tym wystartował również w tym turnieju rok wcześniej, a rok później grał w mistrzostwach świata juniorów do lat 20. Nie zdobył tam jednak medalu.
W kadrze seniorskiej uczestniczył w turniejach mistrzostw świata 2003, 2009, 2011, 2012, zimowych igrzysk olimpijskich 2010, 2014, Pucharu Świata 2016.
Statystyki międzynarodowe
| Rok              | Drużyna          | Turniej          | Zajęte miejsce |    | M  | G | A  | Pkt | MIN |
| ---------------- | ---------------- | ---------------- | -------------- | -- | -- | - | -- | --- | --- |
| 2001             | Czechy           | MŚJ 2001         | 4. miejsce     | 7  | 1  | 1 | 2  | 6   |     |
| 2002             | Czechy           | MŚJ 2002         | 3. miejsce     | 8  | 7  | 1 | 8  | 30  |     |
| 2003             | Czechy           | MŚJ 2003         | 6. miejsce     | 6  | 2  | 2 | 4  | 2   |     |
| 2003             | Czechy           | MŚ 2003          | 4. miejsce     | 1  | 0  | 0 | 0  | 0   |     |
| 2009             | Czechy           | MŚ 2009          | 6. miejsce     | 3  | 1  | 0 | 1  | 4   |     |
| Mecze juniorskie | Mecze juniorskie | Mecze juniorskie |                | 21 | 10 | 4 | 14 | 38  |     |
| Mecze seniorskie | Mecze seniorskie | Mecze seniorskie |                | 4  | 1  | 0 | 1  | 4   |     |

GP = mecze, G = gole, A = asysty, Pkt = Punktacja kanadyjska, MIN = minuty spędzone na ławce kar

## Sukcesy
Reprezentacyjne
- Brązowy medal mistrzostw świata juniorów do lat 18: 2002
- Brązowy medal mistrzostw świata: 2011, 2012

Indywidualne
- Najlepszy pierwszoroczniak ekstraligi czeskiej w sezonie 2001/2002
- Sezon NHL (2011/2012):
  - NHL All-Star Game